# Frederick Stafford
Friedrich Strobel von Stein, conocido como Frederick Stafford (Checoslovaquia, 11 de marzo de 1928- Lugano, 28 de julio de 1979) fue un actor austriaco. 

## Biografía

### Juventud
Stafford trabajó como jugador de hockey y participó en las eliminatorias de natación checoslovacas para los Juegos Olímpicos de Verano en 1948. Poco antes de la toma de posesión comunista se instaló en Australia, donde trabajó como minero, maquinista y camionero. En 1962 recibió su doctorado en Química y trabajó como empleado de la empresa Bristol Meyers. En 1964 conoció, durante un viaje de negocios a Bangkok, a la actriz alemana Marianne Hold, que asistía a la filmación de El infierno diamante en el Mekong. Después de solo seis días, la boda se llevó a cabo. Hold se retiró después del nacimiento de su hijo en Roma, mientras que Strobel comenzó su propia carrera como actor bajo el nombre de Frederick Stafford.

### Cine
En la década de 1960 fue el protagonista de muchas películas bélicas y de espionaje franco-italianas, entre otras en la serie del agente OSS 117. 1968 Stafford en el papel principal en Topaz de Alfred Hitchcock. Stafford dominado aquí un conjunto de Michel Piccoli, Philippe Noiret, Claude Jade y Karin Dor. Después de eso, continuó actuando en las historias de detectives, especialmente en Italia. Así que se unió en 1974 una vez más junto a su hija en Topaz, Claude Jade, en suspenso La chica de Via Condotti de Germán Lorente. Stafford es protagonista de La trastienda de Jorge Grau en 1975. Después de esta película captó breve sensación con su penúltima película, el thriller hombre lobo La lupa mannara (1977). Su última película fue el thriller Hold-up de Lorente (1977) con Nathalie Delon. 
En 1977 Stafford terminó su carrera de actor y trabajó de nuevo como hombre de negocios. Murió en 1979 en un accidente aéreo cerca de Lugano. Fue sepultado en el cementerio Witikon (Zúrich), donde está enterrada su esposa. Su hijo es el cantante Roderick Stafford, nacido en 1964.